# Monti Carpetani

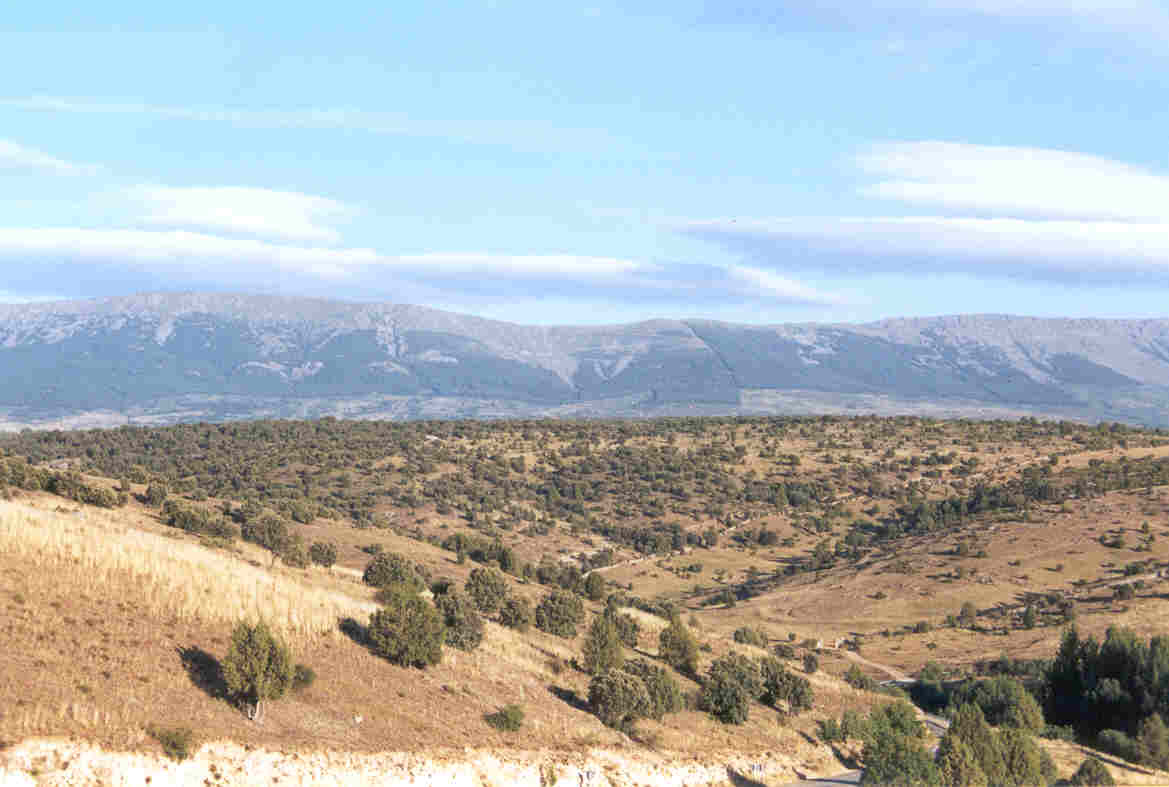
Versante nord-est della zona più settentrionale dei Monti Carpetani, visto dalle pianure della provincia di Segovia.

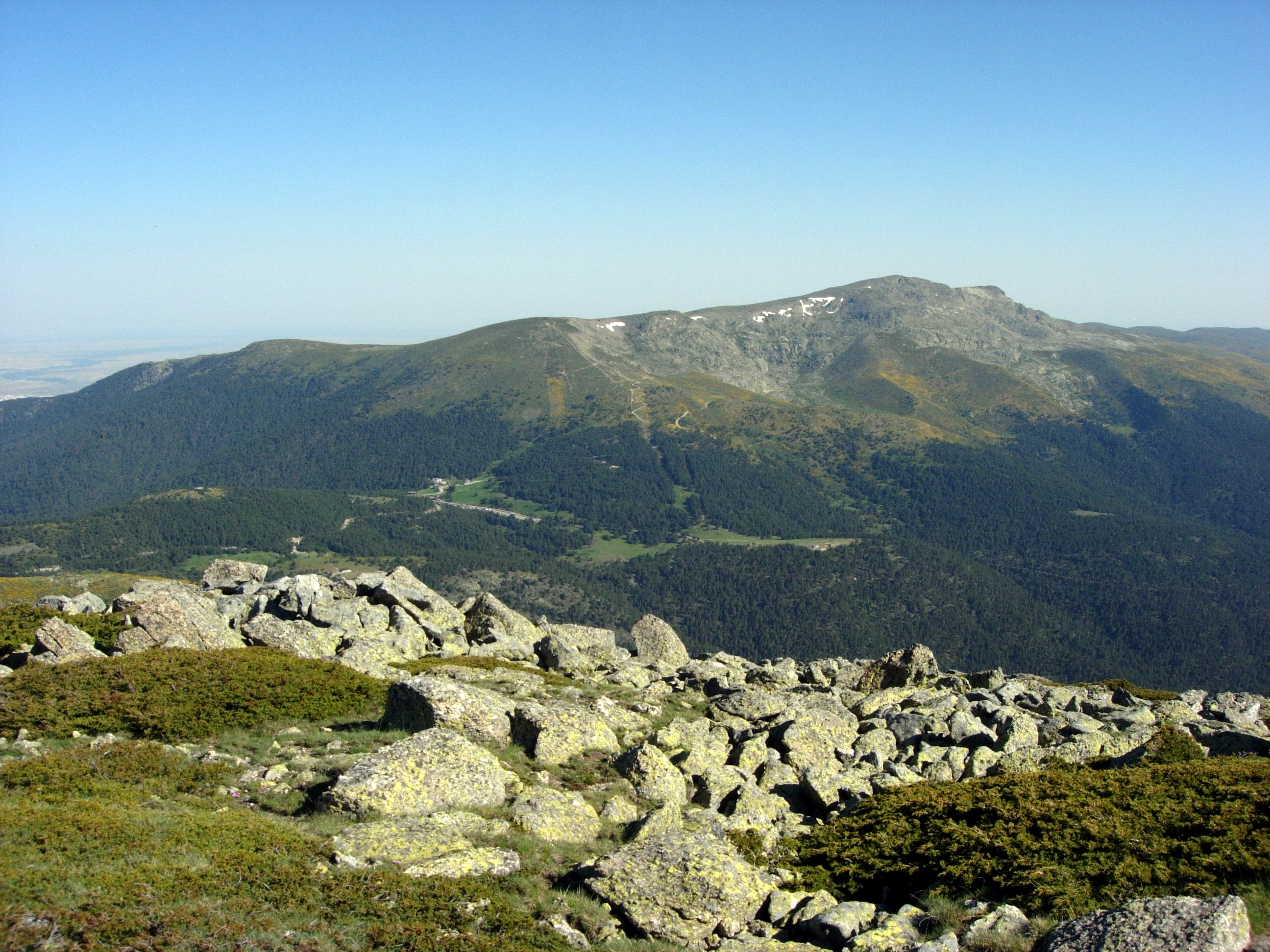
Vista sud del Peñalara dalla Cabezas de Hierro

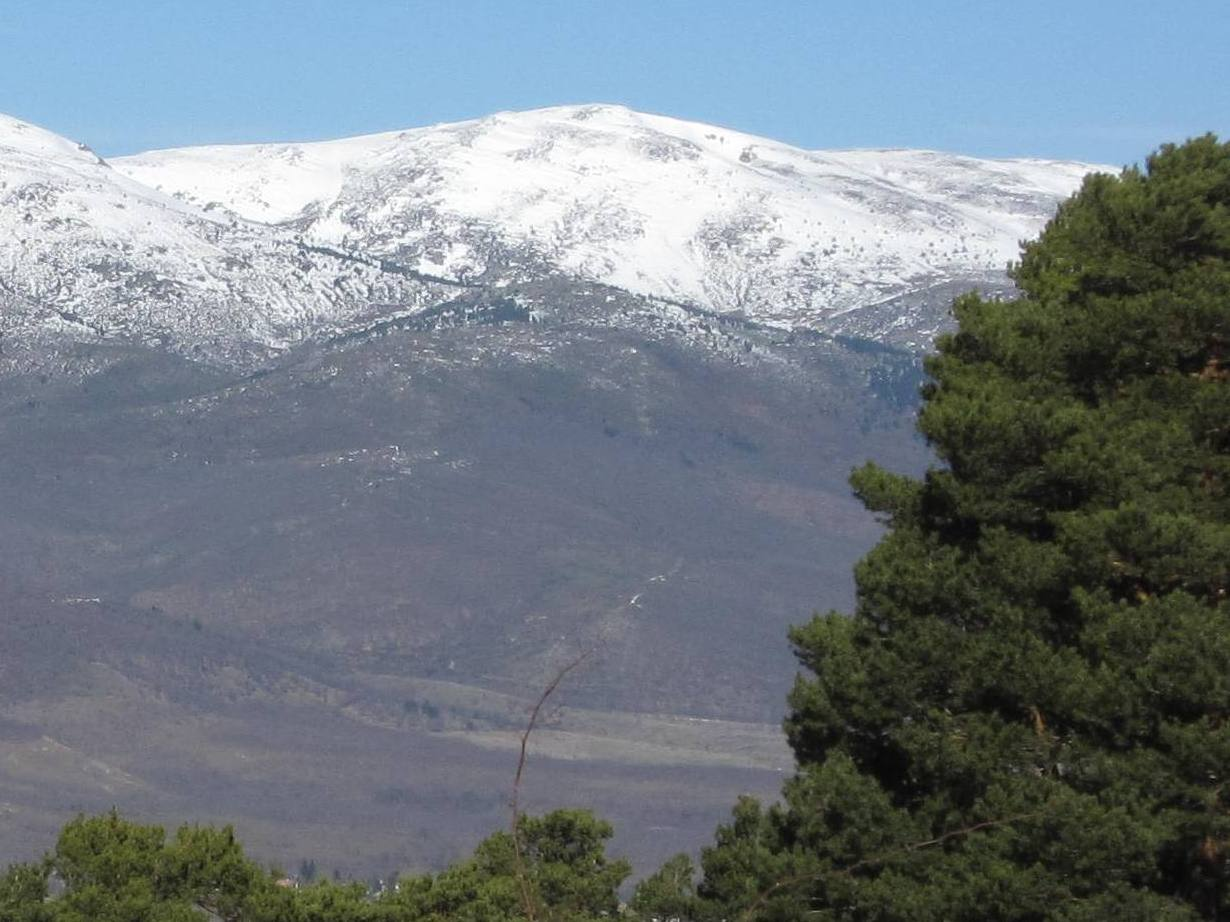
Versante sud del Pico del Nevero visto dal sud della valle del Lozoya.

I Monti Carpetani  (in spagnolo Montes Carpetanos) sono una catena montuosa, parte della catena principale nota come Sierra de Guadarrama.
A sua volta questa catena fa parte del Sistema Centrale, cordigliera situata al centro della Penisola Iberica, che ha un'orientazione ovest-est nella parte occidentale e sudovest-nordest nella parte orientale.

## Descrizione
Questa catena si estende per circa 50 km e non ha ramificazioni, estendendosi in direzione sud-est nord-est dal passo di Nevero, o Collado de Quebrantaherraduras, alla base nord del Peñalara, nell'estremo sud-est, fino al passo di Somosierra, nell'estremo nord-est.
I Monti Carpetani segnano il confine tra le province spagnole di Segovia e di Madrid e il confine nord-est della valle del Lozoya. L'estremità nord dei Monti Carpetani è la zona più vicina al passo di Somosierra ed è nota come sierra de Somosierra.
Nella parte più alta del versante meridionale di gran parte dei Monti Carpetani vi sono circoli glaciali. L'unico valico con strada asfaltata che attraversa i Monti Carpetani è il Puerto de Navafría, situato nella parte centrale di questa catena.

## Cime principali
Il monte più alto è il Peñalara (2428 m s.l.m.), che a vista è la cima più alta della Comunità autonoma di Madrid. 
Altre montagne considerevoli sono El Nevero (2209 m s.l.m.), sito nella zona centrale, e il Reajo Alto (2099 m s.l.m.), che è la montagna che supera i 2000 m più settentrionale della Sierra de Guadarrama. 
I monti o cime che formano i Monti Carpetani, elancati da sud-ovest a nord-est, sono:
- Peñalara, di 2428 m s.l.m., il più alto della catena e di tutta la sierra de Guadarrama.
- Cerro de los Claveles, di 2388 m s.l.m.
- Altos de los Poyales, di 2081 m s.l.m..
- Alto del Morete, di 2133 m s.l.m..
- El Reventón, di 2079 m s.l.m..
- El Cancho, di 2042 m s.l.m..
- Flecha, di 2077 m s.l.m..
- Peñas Crecientes, di 2004 m s.l.m..
- Peñacabra, di 2169 m s.l.m., chiamato anche Alto del Porrinoso.
- Pico del Nevero, di 2209 m s.l.m., situato nel centro della catena.
- Alto de la Pinarilla, di 1867 m s.l.m..
- Reajo Capón, di 2092 m s.l.m..
- Reajo Alto, di 2099 m s.l.m..
- Lomo Gordo, di 2067 m s.l.m..
- Las Canchas, di 2024 m s.l.m..
- La Peñota, di 1917 m s.l.m..
- Peña Berrocosa, di 1960 m s.l.m..
- Peña Quemada, di 1833 m s.l.m..
- Peña del Avellano, di 1826 m s.l.m..
- Colgadizos, di 1833 m s.l.m..
- Peña Zorrillo, di 1642 m s.l.m., il più orientale e vicino al puerto de Somosierra.

## Galleria d'immagini

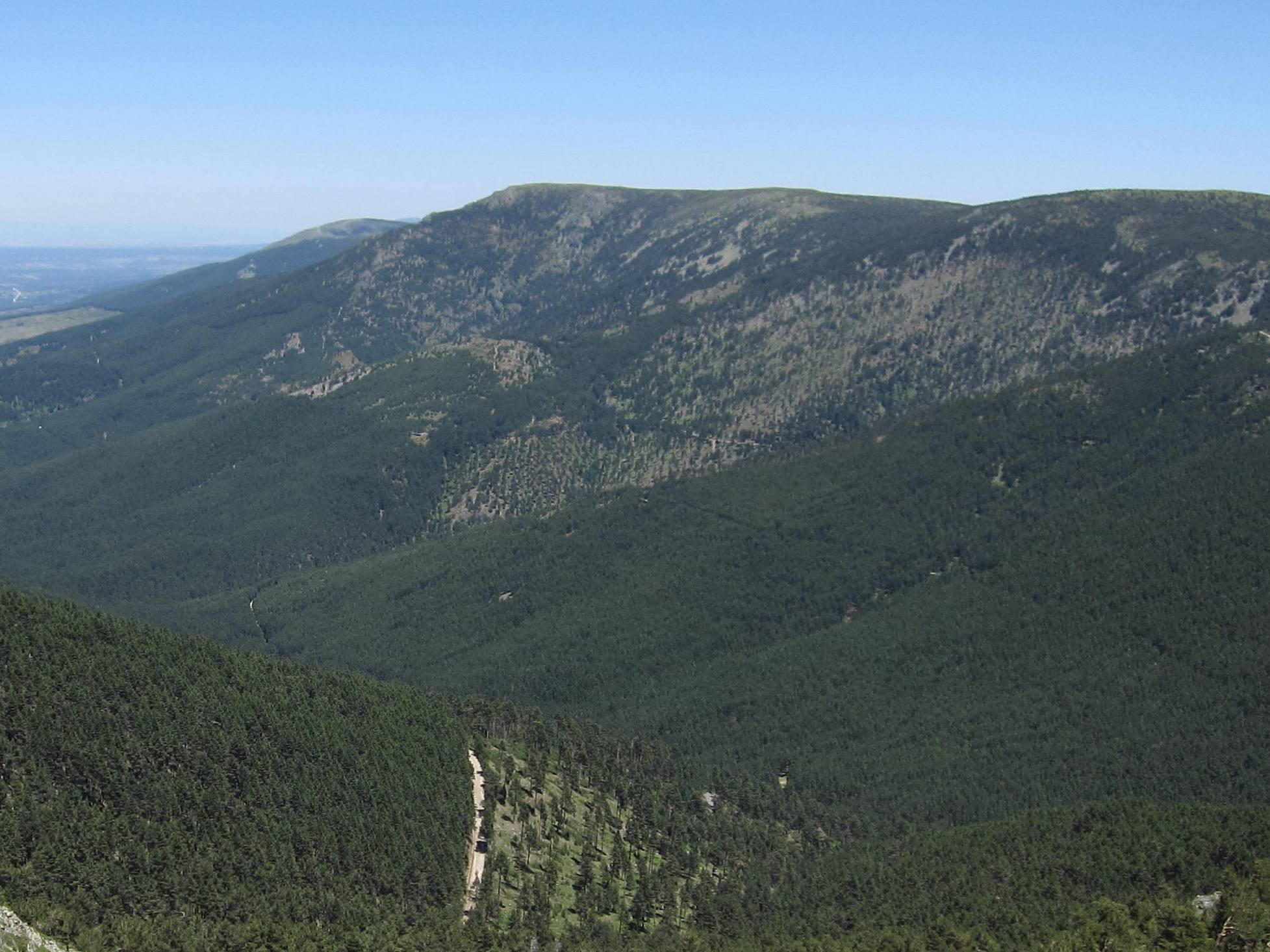
Il Reajo Alto visto da el Nevero
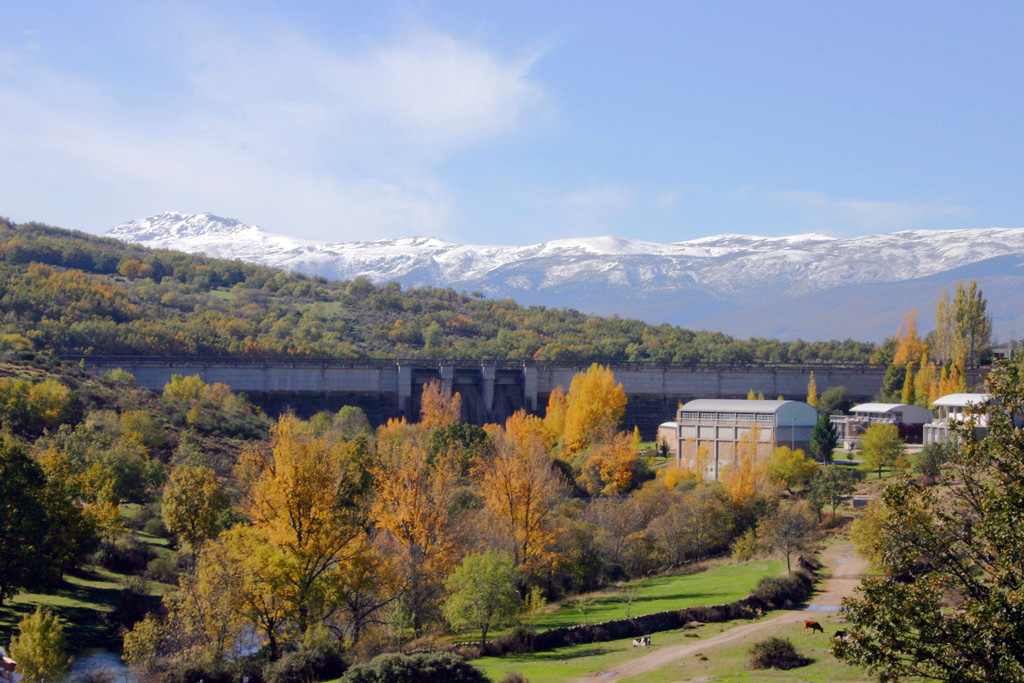
Veduta est dei Monti Carpetani.
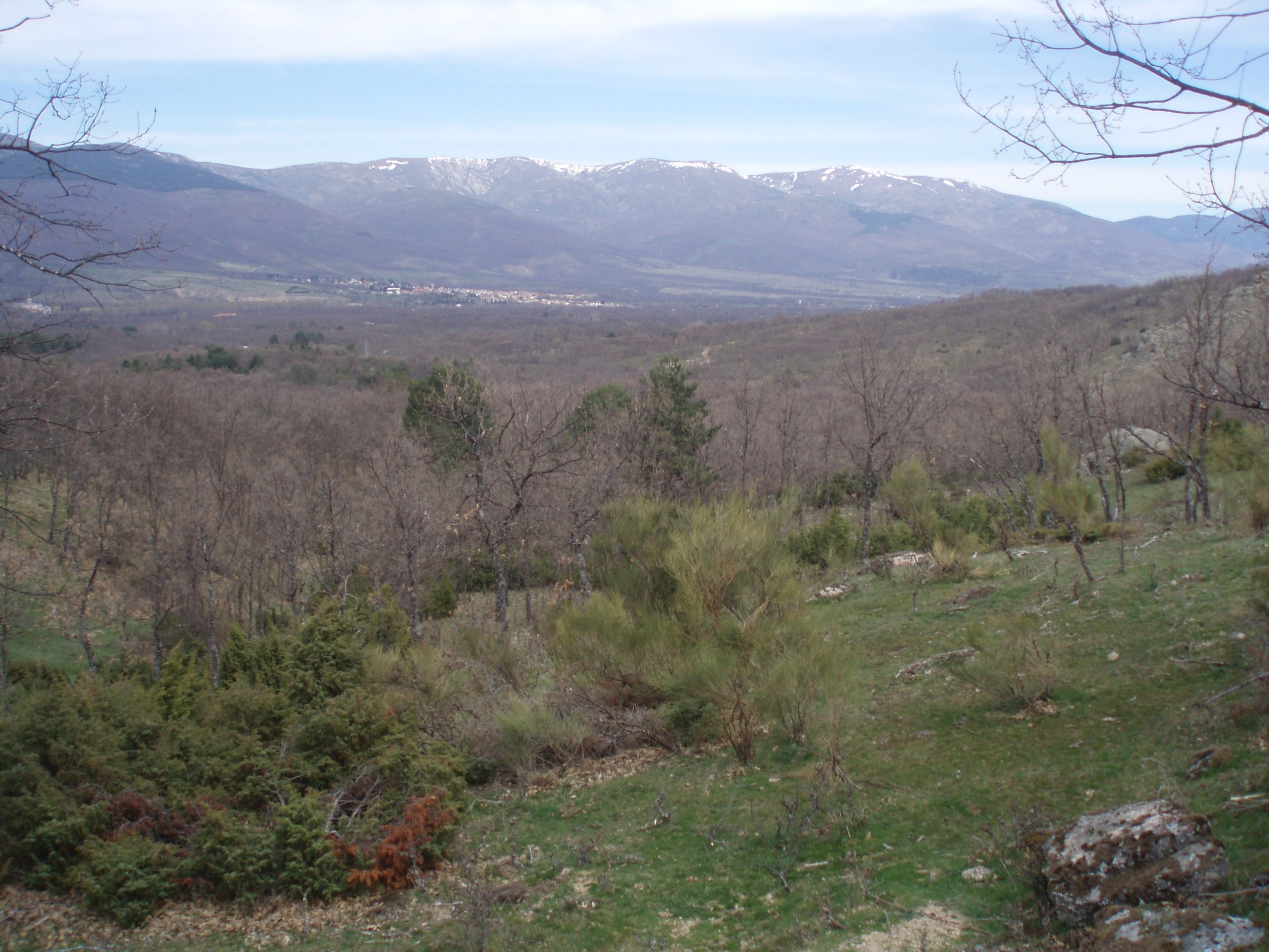
Versante sud-est della zona centrale dei Monti Carpetani visto dalla valle del Lozoya.